# 泽方
泽方（Zeevang）是荷蘭的一個已撤銷的市镇，在行政區劃上屬於北荷蘭省。泽方位於荷蘭北部。2016年，泽方被併入埃丹-福伦丹。

## 外部連結
- 维基共享资源上的相關多媒體資源：泽方
- Official website （页面存档备份，存于）